# عرض آل حويل (القطن)
'

تعديل مصدري - تعديل

عرض ال حويل هي إحدى قرى عزلة القطن بمديرية القطن التابعة لمحافظة حضرموت، بلغ تعداد سكانها 130 نسمة حسب تعداد اليمن لعام 2004.